# Andrzej Janowski (historyk)
Andrzej Janowski (ur. 15 kwietnia 1922 w Warszawie, zm. 9 kwietnia 1998 tamże) − polski historyk ruchu robotniczego i archiwista, powstaniec warszawski.

## Życiorys
Był uczniem Liceum im. Adama Mickiewicza, od 1940 mieszkał w Warszawie, tam zdał tajną maturę i podjął studia historyczne na Uniwersytecie Ziem Zachodnich, był żołnierzem NOW-AK, służył w batalionie „Antoni”. W 1944 walczył w powstaniu warszawskim, w Zgrupowaniu „Róg”. Dostał się do niewoli niemieckiej, do Polski powrócił w 1946, podjął studia historyczne na Uniwersytecie Warszawskim, które ukończył w 1951.
Pracował w Zakładzie Historii Partii. Doktorat (Okręg stołeczny Stronnictwa Narodowego 1939–1944) obronił 9 czerwca 1973 w Instytucie Historycznym UW pod kierunkiem Stanisława Herbsta. Po rozwiązaniu Zakładu Historii Partii w 1971 pracował w Centralnym Archiwum KC PZPR. Członek redakcji pisma „Z Pola Walki”. Zajmował się dziejami ruchu robotniczego i historią najnowszą. 

## Wybrane publikacje
- (współautor: Feliksa Zelcer), Informator o zasobie archiwalnym Zakładu Historii Partii przy KC PZPR, Warszawa:  Zakład Historii Partii przy KC PZPR. Archiwum 1960.
- L'Institut d'Histoire du Parti prés le Comité Central du Parti Ouvrier Polonais Unifié : (collections et travaux), „Acta Poloniae Historica” 8 (1963), s. 137-149.
- Informator o zasobie mikrofilmowym, t. 1: Do 1918 roku, oprac. Jerzy Targalski, red. Andrzej Janowski i Czesław Jesionek, Warszawa: Zakład Historii Partii przy KC PZPR. Archiwum 1964.
- Informator o zasobie mikrofilmowym., t 2: 1918-1939, oprac. Barbara Lesiak, red. Andrzej Janowski i Czesław Jesionek, Warszawa: Zakład Historii Partii przy KC PZPR. Archiwum 1965.
- Informator o zasobie mikrofilmowym, t. 3: Polski ruch robotniczy w latach 1939–1945, Międzynarodowy ruch robotniczy w latach 1866-1944; skorowidze do tomów 1-3, oprac. Jerzy Targalski i Barbara Lesiak, red. Andrzej Janowski i Czesław Jesionek, Warszawa: Zakład Historii Partii przy KC PZPR. Archiwum 1966.
- Informator o zasobie mikrofilmowym, t. 4: Nabytki za lata 1962-1968, oprac. Czesław Jesionek, red. Andrzej Janowski i C. Jesionek, Warszawa: Zakład Historii Partii przy KC PZPR. Archiwum 1970.
- Ludność cywilna w powstaniu warszawskim, t. 2: Archiwalia, red. i przedmowa Czesław Madajczyk, wybrali, oprac. i wstępem opatrzyli Marek Getter, Andrzej Janowski, konsultacja dokumentów Władysław Bartoszewski, teksty niem. przeł. Blandyna Meissner, Warszawa: Państwowy Instytut Wydawniczy, 1974.
- (współautor: Zbigniew Szczygielski), Centralne Archiwum KC PZPR: informator, Warszawa: „Książka i Wiedza”, 1978.
- Informator o zasobie mikrofilmowym, t. 6: Nabytki za lata 1974-1978: polski ruch robotniczy w latach 1864-1945, międzynarodowy ruch robotniczy w latach 1863-1945, indeksy, oprac. Janina Rogowska, red. Władysław Mroczkowski, Andrzej Janowski i Czesław Jesionek, Warszawa: KC PZPR 1980.